# Licia e Panfilia
La Licia (dal latino: Lycia) e poi la Panfilia (dal latino: Pamphylia), erano un'antica provincia dell'impero romano che comprendeva i territori lungo parte della costa meridionale dell'attuale Turchia. Dal 74 (sotto Vespasiano) alla Licia fu unita la vicina Panfilia, e la provincia venne dunque ribattezzata Lycia et Pamphylia, rimanendo operativa fino a Diocleziano.

## Statuto
Sappiamo che nell'11 a.C. il suo governatore, Lucio Calpurnio Pisone, fu costretto a muovere contro i Traci con il suo esercito.
La prima ad entrare a far parte dell'Impero romano fu la Licia, trasformata in provincia procuratoria dal 43-44 da Claudio. Dal 74 (sotto Vespasiano), tornò provincia autonoma imperiale, unita alla vicina Panfilia (Lycia et Pamphylia), governata da un legato imperiale di rango pretorio. Dal 135 diventò invece provincia senatoria e venne posta sotto un proconsul provinciae.
Dal 297 entrò a far parte della Diocesis Asiana insieme ad Asia, Hellespontus, Caria, Panfilia, Lidia, Pisidia e Phrygia I. E sempre in questo periodo la Licia e Panfilia furono trasformate nella nuova provincia di Panfilia.
La Licia a partire dalla morte di Costantino I entrò a far parte della prefettura del pretorio d'Oriente, che inizialmente "copriva" anche le diocesi Asiana, Ponto (entrambe in Anatolia), oltre a quella di Tracia (nei Balcani). La provincia fu quindi suddivisa sotto Teodosio I in Licia e Panfilia.

## Storia
Nel 190 a.C. i Romani sconfissero l'imperatore seleuco nella battaglia di Magnesia. Con il successivo trattato di pace di Apamea i Romani concessero la Licia ai Rodii in segno di riconoscenza per il loro appoggio contro Antioco. Questo dominio durò solo venti anni. Nel 168 a.C. Roma dichiarò libera la regione della Licia. Qualche anno dopo le città, con un accordo, crearono la Lega Licia (Λυκιωντοκοινον). Secondo Artemidoro, che è la fonte di Strabone, le ventitré città che formavano la confederazione, secondo un sistema proporzionale, eleggevano il loro presidente di Lega, chiamato liciarca. Le metropoli di Xanthos, Patara, Pinara, Olympos, Myra e Tlos possedevano tre voti.
Con il mancato sostegno a Marco Giunio Bruto la confederazione licia si inimicò Roma. In seguito Bruto assediò Xanthos, che venne completamente distrutta ad opera degli assediati, che secondo Plutarco si suicidarono in massa. A seguito di questo comportamento, Bruto esitò ad assediare Patara. In seguito questa, preso atto della magnanimità di Bruto, si arrese senza essere attaccata, seguita dalle altre città della penisola. La regione venne trattata con magnanimità da Roma, che vi pretese contributi molto leggeri. Da allora la Licia fu fedele a Roma e solo nel 43 assieme alla Panfilia divenne provincia romana, pur mantenendo una larga autonomia.
Nel 129 l'imperatore Adriano visitò la Licia e vi fece costruire, nel porto della città di Myra e di Patara, due granai per raccogliere e conservare strategicamente la produzione di grano della regione. Queste infrastrutture rimasero attive fino al IV secolo.
Nel 141 un violentissimo terremoto sconvolse la regione provocando grandissime devastazioni. Opramoas di Rodiapoli, l'uomo più ricco della penisola, si prodigò investendo ingentissime somme per la ricostruzione delle città devastate. Nella lapide mortuaria di Opramoas vengono indicate le città ricostruite (Patara, Tlos, Olimpo, Rodiapoli, Korydalla, Oinoanda, Myra, Telmesso, Kadyanda, Pinara, Xanthos, Kalynda, Bubon, Balbura, Krya, Symbra, Arneai, Choma, Podalia, Arykanda, Limyra, Fellos, Antifellos, Faselide, Kyaneai, Aperlai, Nisa, Sidyma, Gagai e Akalissos). La regione si riprese solo lentamente da questo tremendo colpo. L'unificazione amministrativa sotto la Panfilia la fa sparire dai commenti storici per più di cento anni.
Con la riorganizzazione amministrativa voluta da Diocleziano alla fine del III secolo, la provincia di Licia e Panfilia fu inclusa nella diocesi dell'Asia col nome di Panfilia, e ricevette un praeses come capo dell'amministrazione civile; nel 325 fu suddivisa in due parti, Licia e Panfilia. Polemio Silvio la indica ancora come provincia indipendente nel V secolo.
Nel VII secolo fu invasa dagli arabi, che tennero il paese finché non fu rioccupato dall'imperatore bizantino Niceforo II Foca nel 965.

## Geografia politica ed economica
Le città principali abitate in epoca romana, erano:
- Xanthos, Patara, Pinara, Olympos, Myra e Tlos.

Zecche dell'Impero romano nelle città di Licia e Panfilia:
- Attaleia: fondata dal re di Pergamo Attalo II (159-138 a.C.), oggi è conosciuta con il nome di Antalaya;
- Olbia;
- Magydos;
- Perge: fondata secondo Strabone dopo la guerra di Troia dai coloni di Argo, secondo studi più recenti interno alla metà del V secolo a.C., Perge è  una delle città più importanti della Panfilia. In epoca antica era accessibile attraverso il fiume oggi non più navigabile che la collega al mare.
- Syllon
- Aspendos: fu una delle prime città della Panfilia a battere moneta che vengono riconosciute dalla parola Estwiidys. Da ricordarsi il suo teatro d'epoca romana quasi perfettamente conservato.
- Side: il più grande porto della Panfilia fu testimone della imponente battaglia tra la flotta di Rodi sostenuta da Roma e Pergamo contro la flotta del re di Siria comandata dal condottiero Annibale.
- Faselide
- Selge

Va ricordato che tutte le zecche della Panfilia dovettero chiudere all'epoca di Aureliano con la sola eccezione di Perge che finì di coniare sotto il regno di Floriano.